# Основни човешки нужди
Според школата, развита от Манфред Макс-Нийф, основните човешки нужди са онтологични, малко са на брой, точно определени са и могат да бъдат класифицирани. Също така, основните нужди не се променят с историческите периоди и различните култури. Това, което се променя, са стратегиите, чрез които тези нужди да бъдат осъществени. Важно е нуждите на човека да бъдат разгледани като цялостна система, тъй като те са взаимносвързани и интерактивни. Според Нийф, йерархия на човешките нужди не съществува, така той е противник на теорията на Маслоу за нуждите.
Макс-Нийф класифицира нуждите, разделяйки ги на 8 категории:
- препитание,
- защитеност,
- обич,
- разбиране,
- вземане на участие,
- свободно време,
- създаване,
- идентичност и
- свобода.

Нуждите са разделени според екзистенциалните категории на съществуване, имане, правене и взаимодействие. Така се създава таблица с 36 отделения.
| Нужда              | Да бъдеш (качества)                                      | Да имаш (притежаване на)                       | Да правиш (действия)                                                      | Да взаимодействаш (обстановка и условия)                               |
| ------------------ | -------------------------------------------------------- | ---------------------------------------------- | ------------------------------------------------------------------------- | ---------------------------------------------------------------------- |
| препитание         | физическо и психическо здраве                            | храна, подслон, работа                         | хранене, обличане, почивка, работене                                      | среда на живот, социална среда                                         |
| защитеност         | грижа, адаптивност, автономия                            | социална сигурност, здравни системи, работа    | взаимопомагане, създаване на планове, грижи, помощ                        | социална среда, жилище                                                 |
| обич               | уважение, чувство за хумор, щедрост, чувствителност      | приятелства, семейство, връзки с природата     | споделяне, полагане на грижи, изразяване на емоции, правене на любов      | уединение и интимност                                                  |
| разбиране          | любопитство, интуиция                                    | литература, учители, образование, политика     | анализиране, учене, медитация, изследване                                 | училища, семейства, университети, общности                             |
| вземане на участие | чувство за хумор, схватливост, преданост                 | отговорности, задължения, права, работа        | сътрудничество, водене на спор, изразяване на мнение                      | асоциации, партита, църкви, квартали                                   |
| свободно време     | въображение, спонтанност, спокойствие                    | игри, партита, душевен мир                     | забавление, релакс, спомени, мечти                                        | пейзажи и местности, интимни пространства, място където да останеш сам |
| създаване          | въображение, любопитство, самоувереност, изобретателност | умения, техники, работа                        | изобретяване, построяване, изработване, интерпретиране, направа на дизайн | работилници, места за изразяване, публика                              |
| идентичност        | чувство на принадлежност, самоуважение, постоянство      | език, религия, работа, обичаи, ценности, норми | опознаване на някого, растеж, обвързване                                  | места, на които принадлежи човек                                       |
| свобода            | автономия, страст, самоуважение, липса на предразсъдъци  | еднакви права                                  | водене на спор, избор, вземане на рискове, развиване на наблюдателност    | навсякъде                                                              |